# Структурні фонди та Фонд гуртування
Європе́йські структу́рні та інвестиці́йні фо́нди (англ. European Structural and Investment Funds, ESI Funds, ESIFs) — фінансові інструменти, які регулюються спільним зводом правил, створеним для реалізації регіональної політики Європейського Союзу, а також структурних основ Спільної сільськогосподарської політики та Спільної політики рибальства. Вони спрямовані на зменшення регіональної різниці в доходах, багатстві та можливостях. Більшу частину підтримки отримують бідні регіони Європи, але всі європейські регіони мають право на фінансування в рамках різних фондів і програм політики. Нинішня рамка розрахована на сім років, з 2021 по 2027 рік.

## Історія
Протягом 2000–2006 років фінансування регіональної політики передбачено в розмірі 213 млрд €, зокрема 195 млрд € через структурні фонди та 18 млрд € — через Фонд гуртування. Це становить 35% всього бюджету; отже регіональна політика — друга за обсягом витратна стаття бюджету Спільноти.
Структурних фондів усього чотири:
- найбільший, Європейський фонд регіонального розвитку, засновано 1975 року. Підтримує розвиток інфраструктури, інвестує в створення нових робочих місць, переважно в сфері підприємництва, та підтримує проекти, що сприяють місцевому розвиткові;
- Європейський соціальний фонд, найстаріший зі структурних фондів, заснований 1958 року згідно з Римським договором. Головний фінансовий інструмент ЄС в галузі зайнятості. Підтримує заходи, спрямовані на скорочення безробіття та розвиток людських ресурсів — перепідготовку кадрів, професійно-технічну виучку молоді тощо. Спрямовує допомогу через стратегічні довготермінові програми, які сприяють вдосконаленню й модернізації робочої сили в регіонах ЄС, зокрема, відсталих.
- Європейський фонд управління та забезпечення в сільському господарстві також засновано 1958 року як фінансовий інструмент спільної сільськогосподарської політики. Фонд складається з двох секцій: «Управління», що дбає про розвиток сільської місцевості та допомогу фермерам у малорозвинутих районах, та «Забезпечення», яка фінансує установи спільного ринку та розвиток сільської місцевості в інших регіонах Спільноти;
- Фінансовий інструмент управління в галузі риболовлі створений 1993 року. Його завданням є упорядкування та модернізація обладнання й матеріалів для галузі, а також диверсифікація економіки залежних від риболовлі регіонів.

Реформа структурних фондів за «Програмою 2000» спрямовує всю допомогу, передбачену регіональною політикою Спільноти, на розв'язання нагальних проблем розвитку. Сучасні правила розподілу допомоги виділяють три пріоритетні цілі (раніше їх було шість). А саме:
Ціль № 1 — розвиток регіонів з відсталою економікою. 70% фінансування зі структурних фондів спрямовується у регіони, де ВВП на душу населення менше 75% від середнього в ЄС (понад 60 регіонів у 25 країнах ЄС). Чотири пріоритетні напрямки: науково-дослідна й інноваційна діяльність; базова інфраструктура; розвиток людських ресурсів та інформаційне суспільство.
Ціль № 2 — економічні та соціальні перетворення у регіонах зі структурними проблемами (сільські місцевості, що занепадають; райони, де тривають фундаментальні зміни в промисловості та сфері послуг; області, які цілковито залежать від риболовлі тощо). Її бюджет становить 11,5% структурних фондів і розподілений між Європейським фондом регіонального розвитку та Європейським соціальним фондом.
Ціль № 3 — модернізація системи освіти, професійної виучки і працевлаштування. Будь-який регіон, якщо він не отримує допомоги в рамках цілі № 1, прийнятний для підтримки в рамках цілі № 3. Її бюджет становить 12,3% структурних фондів і фінансується тільки з Європейського соціального фонду.
Крім того, 5,35% бюджету структурних фондів призначені на фінансування чотирьох спеціальних ініціатив:
- транскордонна та міжрегіональна співпраця (Interreg III);
- соціально-економічне відродження міст і приміських зон у занепаді (Urban II),
- розвиток села через місцеві ініціативи (Leader+);
- боротьба проти дискримінації та нерівноправності у доступі до ринку праці (Equal).

Фонд гуртування створений 1993 року для подальшого зміцнення структурної політики Спільноти. Завдання Фонду гуртування полягає у фінансуванні розвитку транспортної інфраструктури та екологічних проектів. Він призначений тим країнам, де ВНП на душу населення становить менш ніж 90% від середнього в Союзі; до останнього розширення цьому критерію відповідали чотири країни: Греція, Іспанія, Ірландія та Португалія.